# Drăgușani
Drăgușani – wieś w Rumunii, w okręgu Bacău, w gminie Parava. W 2011 roku liczyła 815 mieszkańców.